# DJ Scratch
Джордж Спиви (англ. George Spivey; род. 21 июня 1968 года, Бруклин, Нью-Йорк), более известный под сценическим псевдонимом DJ Scratch — американский трижды номинированный на Грэмми хип-хоп-диджей и мультиплатиновый продюсер из Бруклина, Нью-Йорк.
DJ Scratch является победителем конкурса New Music Seminar Battle for World Supremacy 1988 года, а также победителем 1 сезона реалити-шоу Master Of The Mix 2010 года и трижды победителем премии Global Spin Awards в номинации «Turntablist Of The Year» 2012, 2013 и 2014 года. 19 альбомов, которые спродюсировал DJ Scratch, были удостоены «золотого» статуса в США, 7 из них стали «платиновыми».

## Карьера
DJ Scratch был представлен группе EPMD Джем Мастер Джеем в 1988 году во время тура группы Run-D.M.C. Run’s House World Tour после того, как DJ K LA Boss покинул группу EPMD. Под впечатлением от его умения оба участника группы назначили диджея Скретча своим официальным диджеем на их втором альбоме Unfinished Business в 1989 году. Его присутствие чувствовалось с его мощными методами нарезки песен и скретча, которые можно услышать на разных треках. Помимо скретча, на альбоме Business As Usual он спродюсировал треки «Funky Piano», «Rampage» и в 1991 году работал над ремиксом для песни «I’m Mad» для сингла рэп-исполнительницы Rampage.
В 1992 году Скретч спродюсировал песню EPMD «Scratch Bring It Back, Pt. 2 (Mic Doc)» и некоторое время работал с DJ Magic Mike после распада группы EPMD. Вскоре Скретч сделал себе имя в качестве продюсера трёх песен Busta Rhymes и его группы Flipmode Squad из дебютного альбома Басты Раймса, The Coming, в 1996 году.
К 2003 году DJ Scratch стал хорошо известным и почитаемым хип-хоп-продюсером после работы с 50 Cent, LL Cool J, Talib Kweli, Pharoahe Monch, DMX, The Roots, Q-Tip и другими заметными артистами.
Скретч был резидентным диджеем для трёх телешоу, которые транслировались на национальном уровне: Hip Hop Hold Eḿ, Uptown Comedy Club телеканала Fox 5 и шоу Rap City: Tha Basement  телеканала BET. К фильмам Скретч написал музыку к фильмам Авторитет, The Original 50 Cent, Backstage, Fly By Night, Rhyme & Reason и спорный фильм Спайка Ли Bamboozled. Кроме того, Coca-Cola заказала диджея Скретча для производства и показа их первого диджейского рекламного ролика «3 диджея» (англ. 3 DJs).
По словам Пэриша Смита, участника группы EPMD, DJ Scratch покинул группу в 2015 году. 2 января 2017 года Скретч опубликовал на своей странице в Инстаграме слова обиды в сторону бывших участников.
В 2016 году DJ Scratch помог заполнить музыкой последний альбом группы A Tribe Called Quest, We Got It from Here… Thank You 4 Your Service.
Своим кумиром Скретч называет Грэндмастер Флэша.

## Награды и номинации
- 1988 — Победитель конкурса New Music Seminar Battle for World Supremacy (с англ. — «Новый Музыкальный Семинар «Битва диджеев за мировое господство»»)[12]
- 2010 — Победитель 1 сезона реалити-шоу Master Of The Mix[13]
- 2012, 2013 и 2014 — Победитель премии Global Spin Awards в номинации «Turntablist Of The Year» (с англ. — «Тёрнтейблист года»)[14]

Работы, спродюсированные DJ Scratch, которые были номинированы на премию Грэмми:
- песня Busta Rhymes — «Gimme Some More» (1998) («Лучшее сольное рэп-исполнение»)
- альбом Busta Rhymes — E.L.E. (Extinction Level Event): The Final World Front (1998) («Лучший рэп-альбом»)
- альбом The Roots — Phrenology (2002) («Лучший рэп-альбом»)

Альбомы, спродюсированные DJ Scratch, которым присвоен «золотой» статус в США:
- EPMD — Unfinished Business (1989)
- EPMD — Business As Usual (1990)
- EPMD — Business Never Personal (1992)
- EPMD — Back in Business (1997)
- Flipmode Squad — The Imperial (1998)
- Q-Tip — Amplified (1999)
- Funkmaster Flex & Big Kap — The Tunnel (1999)
- LL Cool J — G.O.A.T. (2000)
- Busta Rhymes — It Ain’t Safe No More (2002)
- The Roots — Phrenology (2002)
- Talib Kweli — Quality (2002)
- Monica — After the Storm (2003)

Альбомы, спродюсированные DJ Scratch, которым присвоен «платиновый» статус в США:
- Busta Rhymes — The Coming (1996)
- Busta Rhymes — When Disaster Strikes (1997)
- Busta Rhymes — E.L.E. (Extinction Level Event): The Final World Front (1998)
- DJ Clue — The Professional (1998)
- Method Man & Redman — Blackout! (1999)
- Busta Rhymes — Anarchy (2000)
- DMX — Grand Champ (2003)